# 徐嬴
徐嬴，嬴姓，齐桓公的第二任夫人，出自徐国。
徐嬴嫁给齐国的国君齐桓公，作为正室夫人。齐桓公的三位正室夫人，第一任夫人王姬，前683年（周庄王十四年、鲁庄公十一年、齐桓公三年）冬，嫁到齐国，卒年不详。第三任夫人蔡姬，前657年（周惠王二十年、鲁僖公三年、齐桓公二十九年、蔡穆侯十八年）四月，被齐桓公送回蔡国，蔡国将她改嫁。徐嬴当为其间所立夫人。徐嬴和王姬、蔡姬都没有儿子。齐桓公的几个儿子都是妾室所生。